# Jean-Marie Corre
Pour les articles homonymes, voir Corre (homonymie).

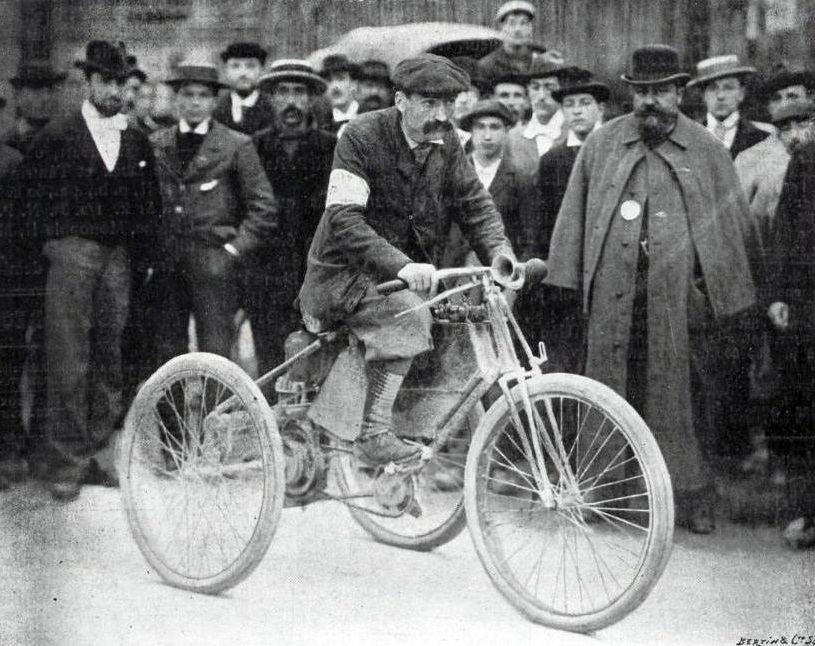
Jean-Marie Corre, vainqueur des motocycles au Critérium des entraîneurs 1898 (Paris-Bordeaux).

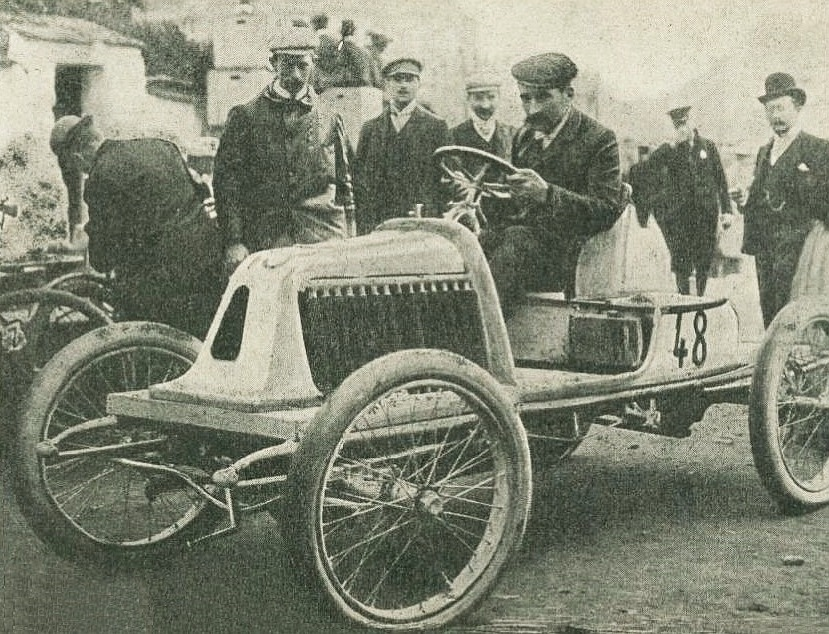
Jean-Marie Corre en 1902 au Circuit des Ardennes dans sa voiturette (vingt-septième).

Jean-Marie Corre, né le 21 mai 1864 à Trémel (Côtes-du-Nord) et mort le 18 septembre 1915 à Guingamp (Côtes-du-Nord), fut coureur cycliste puis fabricant de bicyclettes entre 1891 et 1914 (ateliers à Paris puis à Rueil) et constructeur d'automobiles ainsi que pilote automobile sous la marque Corré, puis Corre La Licorne (usines à Levallois-Perret).

## Biographie
En 1891, il termine déjà quatrième de la course cycliste Paris-Brest-Paris, puis en 1893 troisième du Bordeaux-Paris, avant d'être deuxième en 1895. En 1892, il est recordman du 1 000 kilomètres sur route, en 58 heures 37 minutes, avec une bicyclette Gladiator.
Jean-Marie Corre perd un match de 1 000 km contre Charles Terront en février 1893, puis contre Auguste Stéphane en janvier 1894. Le 26 septembre 1897, il bat le record du monde des 24 heures sans entraîneur au vélodrome de Rouen en parcourant 671 km.
Après des débuts au Paris-Bordeaux (quatrième) suivi du Bordeaux-Biarritz 1898 (cinquième) sur De Dion-Bouton, puis au Paris-Toulouse-Paris en 1900 sur Fouillaron, il participe encore personnellement derrière un volant à Paris-Bordeaux et à Paris-Berlin en 1901, à Paris-Vienne en 1902, puis à la course automobile Paris-Madrid en 1903 (soixantième), toujours sur des modèles de sa conception, établissant aussi grâce à Georges Prade le record de la distance Paris-Vienne sur une autre voiturette de sa construction.
Il commence à vendre des bicyclettes en 1895. En 1907, la famille Lestienne, des filateurs industriels du Nord, reprend la Société française des automobiles Corre. Les armoiries de cette famille portent une licorne qui devient la marque et peu à peu le nom de la firme. Elle poursuit ses activités jusqu'en 1949 sous le nom de « Licorne » ou « La Licorne », avant d'être reprise par Berliet, à la suite de difficultés d'approvisionnement d'acier dues au plan Pons et à la décision de Citroën de cesser de lui livrer des moteurs.
Jean-Marie Corre poursuivit de son côté une activité artisanale de fabrication automobile sous la marque « Corre », « JC » ou « Le Cor » jusqu'en 1913.
Il avait épousé Marie-Augustine Kerharo à Plestin-les-Grèves le 17 août 1892.

## Palmarès
- 1891
  - 4e de Paris-Brest-Paris
  - 9e de Bordeaux-Paris
- 1892
  - 2e de Bâle-Strasbourg-Bâle
  - 2e de Paris-Clermont-Ferrand
  - Recordman du monde des 1 000 kilomètres en 58 heures 37 minutes[10]
- 1893
  - 3e de Bordeaux-Paris
- 1895
  - 2e de Bordeaux-Paris
  - 3e de Paris-Besançon